# International Prize for Arabic Fiction
L'International Prize for Arabic Fiction (in arabo الجائزة العالمية للرواية العربية‎?) è un riconoscimento attribuito annualmente al miglior romanzo pubblicato nel mondo arabo.
Istituito nel 2008 dalla Emirates Foundation e amministrato dalla Booker Prize Foundation, attribuisce ad ogni finalista 10000$, mentre il vincitore ne riceve 50000.

## Albo d'oro
- 2025: The Prayer of Anxiety di Mohamed Samir Nada[5]
- 2024: A Mask, the Colour of the Sky di Basim Khandaqji[6]
- 2023: The Water Diviner di Zahran Alqasmi[7]
- 2022: Bread on Uncle Milad's Table di Mohammed Alnaas[8]
- 2021: Notebooks of the Bookseller di Jalal Barjas[9]
- 2020: The Spartan Court di Abdelouahab Aissaoui[10]
- 2019: Corriere di notte (Barid al-layl) di Hodā Barakāt
- 2018: The Second War of the Dog di Ibrahim Nasrallah
- 2017: A Small Death di Mohammed Hasan Alwan
- 2016: Destinies: Concerto of the Holocaust and the Nakba di Rabai al-Madhoun
- 2015: L'italiano (al- Ṭilyānī) di Shukri Mabkhout[11]
- 2014: Frankenstein a Baghdad (Frankenstein in Baghdad) di Ahmed Saadawi
- 2013: The Bamboo Stalk di Saud Alsanousi
- 2012: The Druze of Belgrade di Rabee Jaber
- 2011: L'arco e la farfalla (al- Qaws wa-l-farasa) di Mohammed Achaari ex aequo Il collare della colomba (Tawq al-ḥamām) di Raja'a Alem
- 2010: Le scintille dell'inferno (Tarmi bi-sharrar) di Abdo Khal
- 2009: Azazel (Azãzĩl) di Youssef Ziedan
- 2008: L'oasi del tramonto (Wāhat al-gurūb) di Baha Taher